# Het gouden uur
Het gouden uur is een Nederlandse actie-/thrillerserie van de AVROTROS geschreven door Simon de Waal en geregisseerd door Bobby Boermans.
De titel verwijst naar het cruciale eerste uur dat volgt na een incident. De serie volgt de hoofdpersoon Mardik Sardagh (Nasrdin Dchar), een door de AIVD gewantrouwde rechercheur die tijdens een reeks aanslagen in Nederland onderzoek doet naar zijn jeugdvriend.
De serie ging op 23 oktober 2022 van start op NPO 3. Ze won in 2023 de Rockie Award voor beste niet-Engelstalige dramaserie op het World Media Festival in het Canadese Banff. In september 2023 kwam de serie ook op Netflix. In 2025 zal het tweede seizoen te zien zijn bij NPO Start.

## Rolverdeling
- Nasrdin Dchar – Mardik Sardagh
- Sophie Veldhuizen – Michelle
- Ellen Parren – Joëlle Walters
- Matteo van der Grijn – Ilja
- Mohammed Azaay – Riad Benmoussa
- Soumaya Ahouaoui – Shannon van Aalst
- Amine Bahr – Amir
- Abbas Fasaei – Faysal Taher
- Peter Post - Rob
- Nabil Mallat – Rayan
- Melody Klaver – Janne Harshagen
- Yannick de Waal – Max
- Charlene Sancho – Malcanthi
- Tamar van den Dop – Linda Bolmans
- Bas Keijzer – Willem
- Kees Hulst – Wilfred
- Gustav Borreman - Ernesto
- Siawaash Cyrroes - Reza Ragara
- Marco Eradus - DSI operator

## Afleveringen
| Nr. | Titel                | Uitzenddatum     | Kijkcijfers* |
| --- | -------------------- | ---------------- | ------------ |
| 1   | Het gouden uur       | 23 oktober 2022  | 586.000      |
| 2   | Schokkende meldingen | 23 oktober 2022  | 586.000      |
| 3   | Op de vlucht         | 30 oktober 2022  | 457.000      |
| 4   | Bruut geweld         | 6 november 2022  | 624.000      |
| 5   | Kat en muis          | 13 november 2022 | 504.000      |
| 6   | De grote klap        | 20 november 2022 | 600.000      |

* exclusief uitgesteld kijken